# Jonathan Rodríguez Cuenu
Jonathan Rodríguez Cuenu (Tuluá, Valle del Cauca, 7 de noviembre de 1986) es un futbolista colombiano. Juega de delantero y su actual equipo es Universidad Sc de la primera división de Guatemala

## Trayectoria
Llega a Perú el 2008 para jugar por Alianza Atlético en el 2008 consigue un cupo a la Copa Sudamericana 2009, le anotó un gol al Deportivo Anzoategui en la victoria 2 a 1 de Alianza Atlético anotando así el segundo gol en Puerto La Cruz fue eliminado por Fluminense que a posterior sería subcampeón de dicho torneo. En el 2009 se salva del descenso por un punto haciendo descender así al Sport Ancash, anecdoticamente para la temporada 2010 también se logra salvar del descenso por un punto de diferencia haciendo descender esta vez al Jose Galvez de Chimbote
Descendió en el 2013 con La Paz FC en Bolivia.

## Clubes
| Club             | País        | Año       |
| ---------------- | ----------- | --------- |
| Atlético Huila   | Colombia    | 2005      |
| Envigado FC      | Colombia    | 2006      |
| FAS              | El Salvador | 2007      |
| Alianza Atlético | Perú        | 2008-2010 |
| Portuguesa       | Venezuela   | 2012      |
| La Paz FC        | Bolivia     | 2013-2015 |
| Universidad SC   | Guatemala   | 2015-     |